# Phrynichidae
Famille
Les Phrynichidae sont une famille d'amblypyges.

## Distribution
Les espèces de cette famille se rencontrent en Afrique, dans le sud de l'Asie et en Amérique du Sud.

## Liste des genres
Selon Whip spiders of the World (version 1.0), :
- Damoninae Simon, 1936
  - Damon C. L. Koch, 1850
  - Musicodamon Fage, 1939
  - Phrynichodamon Weygoldt, 1996
- Phrynichinae Simon, 1892
  - Euphrynichus Weygoldt, 1995
  - Phrynichus Karsch, 1879
  - Trichodamon Mello-Leitao, 1935
- sous-famille indéterminée
  - Xerophrynus Weygoldt, 1996

## Publication originale
- Simon, 1892 : Arachnides. Étude sur les Arthropodes cavernicoles de île Luzon, Voyage de M. E. Simon aux îles Philippines (Mars et avril 1890). Annales de la Société Entomologique de France, vol. 61, p. 35–52 (texte intégral).